# A me mi piace (programma radiofonico)
A me mi piace è stata una trasmissione radiofonica in onda dal lunedì al venerdì dalle 18.00 alle 20.00 su Radio 105 condotta da Gibba, Barty Colucci, Lodovica Comello e Teresa Langella.  
Il programma si basava principalmente su scherzi telefonici richiesti dagli ascoltatori, alternati a spazi di informazione, giochi e varie imitazioni di Barty Colucci. 